# Nicolaus Otto von Pechlin
Nicolaus Otto Freiherr Pechlin von Löwenbach, auch Nicolai Otto Pechlin (* 16. Dezember 1753; † 18. September 1807) war ein deutscher Verwaltungsjurist in dänischen Diensten.

## Leben
Nicolaus Otto von Pechlin war ein Sohn von  Detlev Philip von Pechlin (1718–1772), Geheimrat und großfürstlicher Conseilminister, und seiner ersten Frau Ottilia Charlotte, geb. von Mörner af Morlanda (1720–1762), und Enkel von Johann von Pechlin. 
Er trat in den dänischen Verwaltungsdienst ein und war zunächst Amtmann für das Amt Norburg auf Alsen, dann Amtmann in Segeberg und zuletzt von  1795 bis 1807 Administrator der Grafschaft Rantzau.
Er war zweimal verheiratet; in erster Ehe mit Christiane Sophie Polyxene Henriette, geb. von Lövenstern (1756–1795) (Mutter: Anna Sophie Cornelia Octavia von Steuben), in zweiter Ehe mit Jacobine Charlotte, geb. von Holstein (1772–1812) (Mutter: Charlotte Amalie Duval de la Pottrie). Friedrich Christian Ferdinand von Pechlin (1789–1863) war sein Sohn aus erster Ehe.